# 2850 Mozhaiskij
2850 Mozhaiskij è un asteroide della fascia principale. Scoperto nel 1978, presenta un'orbita caratterizzata da un semiasse maggiore pari a 2,4492058 UA e da un'eccentricità di 0,0490410, inclinata di 7,84692° rispetto all'eclittica.